# Astro Showcase
Astro Showcase（以前称为Showcase Movies和Showcase）是Astro每天24小时播出的英语娱乐和电影频道。该频道备有中文、英文及马来文字幕服务。

## 历史
最初，Astro Showcase是马来西亚第一个按次付费电影频道，于2001年1月1日启播。几年后，在一个新的频道Astro Box Office到来后，该频道又恢复为西样电影频道，使用了一个新的，更新鲜的面孔的标志。
该频道于2021年9月15日开始通过频道413 (HD) 观看。 该频道取代了于2021年10月1日停播的FOX Movies ，并且该频道也取代了于2023年9月4日停播的PRIMEtime。
2023年9月4日，Showcase Movies现为改名Showcase是唯一娱乐和电影频道。
2024年11月15日，时隔21年Showcase更新重名Astro Showcase标志（2000年2月1日至2003年9月28日）。

## 外部連結
- Astro Showcase电视节目表 （页面存档备份，存于）
- Astro Showcase每月节目表 （页面存档备份，存于）